# Піна

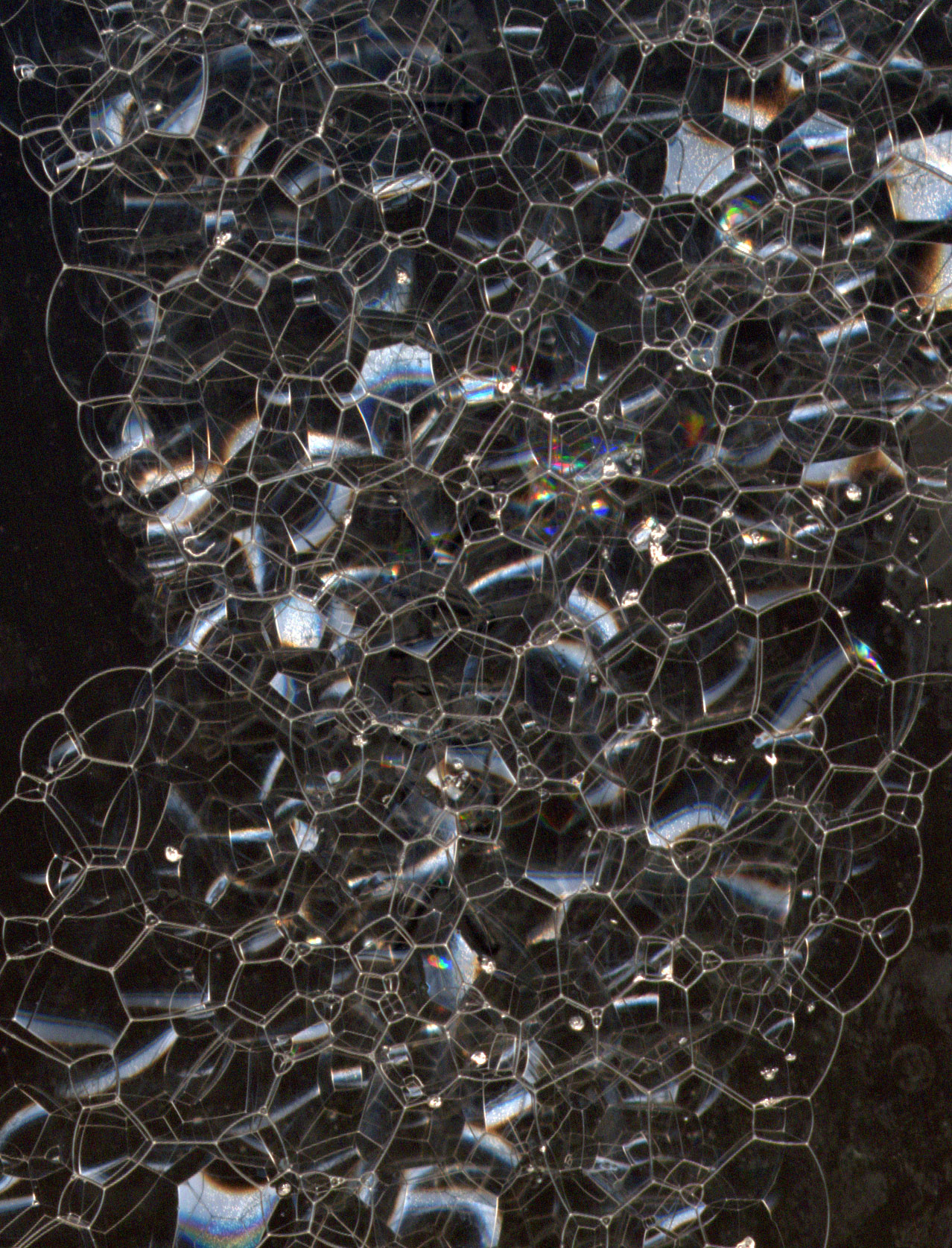
Піна мильна

Піна (рос. пена, англ. foam, нім. Schaum m) — структурована дисперсна система, що складається з бульбашок газу (пари), — дисперсна фаза, — які розділені тонкими плівками рідини, — дисперсійне середовище.
Дисперсна система з газовою дисперсною фазою і рідким або твердим дисперсійним середовищем.

## Загальна характеристика

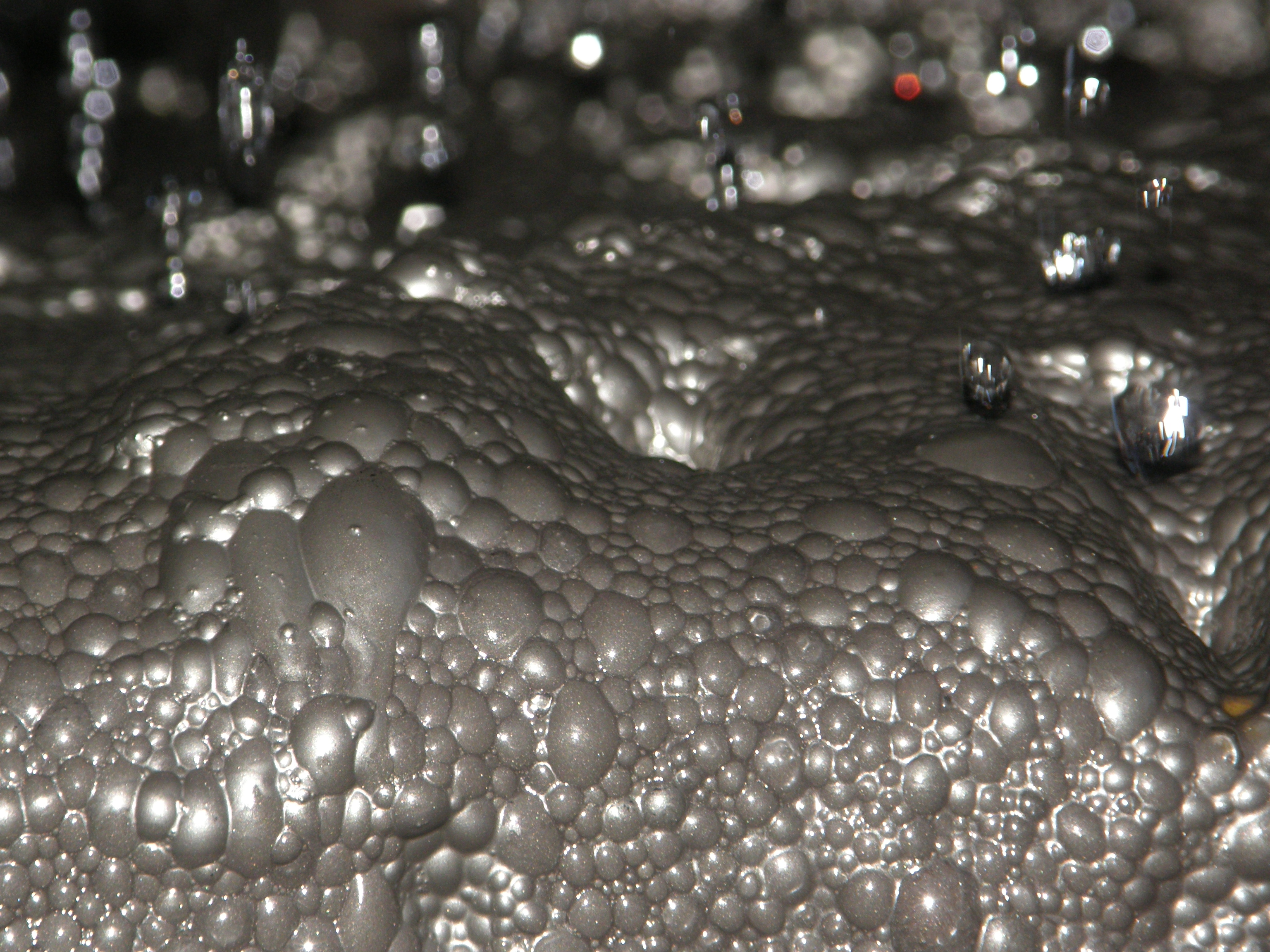
Флотаційна піна. Флотація міді

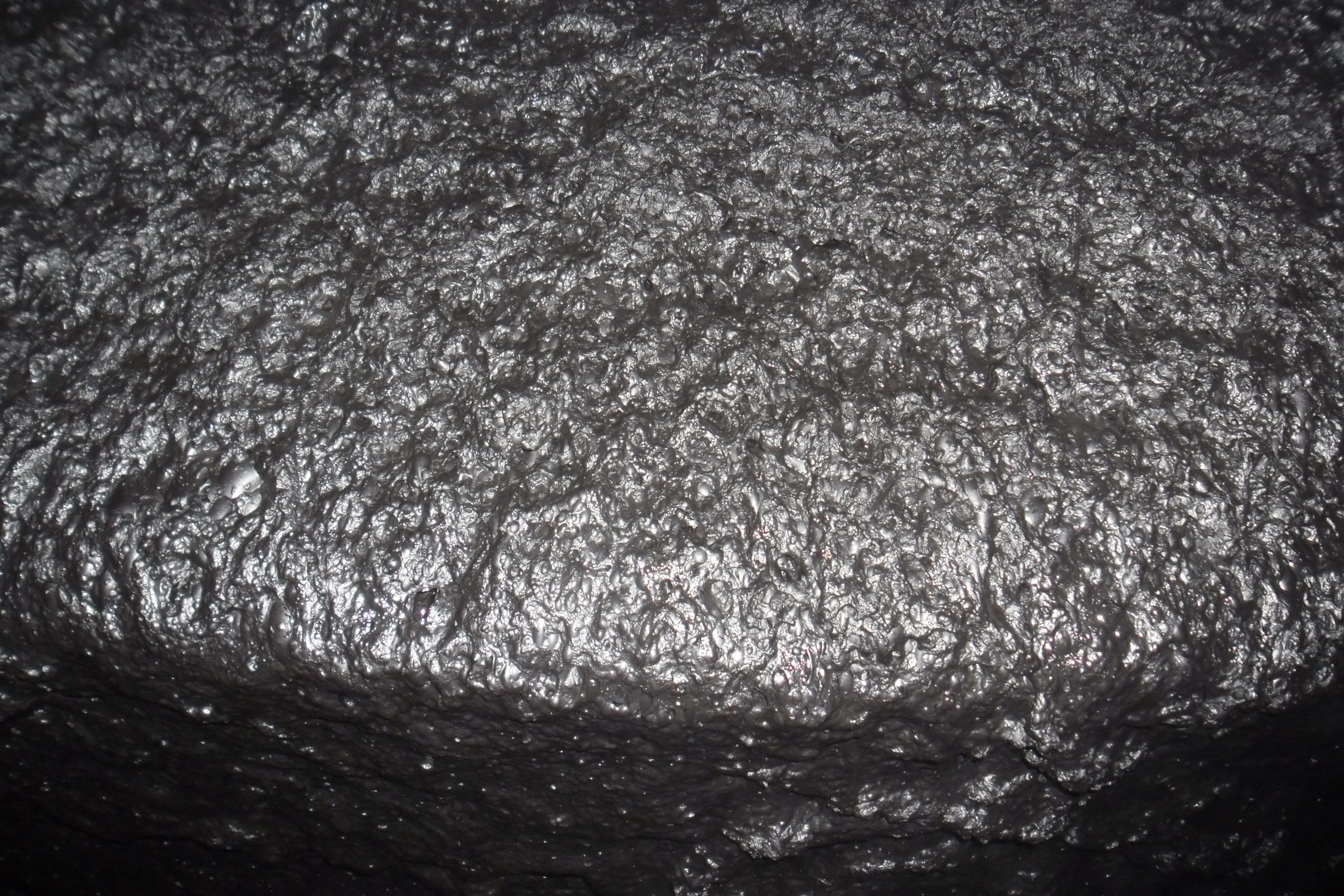
Флотаційна піна. Флотація вугілля

Піна широко застосовується при виготовленні пінопластів, та інших пористих конструкційних матеріалів (піноалюміній, піноскло, пінобетон тощо), для гасіння пожеж, у бурінні, для ізоляції поверхонь (наприклад, при ремонті резервуарів для нафти і нафтопродуктів їх внутрішні поверхні пропонується ізолювати тверднучою піною, а резервуар провітрювати, що усуває утворення пожежо- і вибухонебезпечної пароповітряної суміші всередині резервуара і уможливлює вогневі роботи без його очистки пропарюванням і промиванням).

## Кратність піни
Кратність піни (рос. пены кратность; англ. foam ratio, gas-foam factor; нім. Verschäumungszahl f –
- 1) Відношення об'єму газу до загального об'єму піни. Для підвищення нафтовилучення в поклад запомповують «сухі» (П.к. 0,8–0,9) або «сирі» (П.к. 0,7–0,8 і менше) піни. Концентрація піноутворювача з позицій економічності не повинна перевищувати 1 % в розчині піноутворювальної рідини.

- 2) Відношення об'єму первинно утвореної піни Vп до об'єму піноутворювальної рідини Vр. Кратність є характеристикою структури піни. Чим більший об'єм піни отримується з одного і того самого об'єму піноутворювальної рідини, тим більші будуть бульбашки повітря в піні (за інших рівних умов), а піна менш стійкою.

## Стійкість піни
Стійкість піни (рос. пены устойчивость; англ. foam stability; нім. Schaumfestigkeit f) — тривалість існування бульбашок газу в піні. Стійкість піни залежить від типу і концентрації поверхнево-активних речовин, хімічного складу, складу і кількості дисперсної фази, способу піноутворення і термодинамічних параметрів стану пінної системи. Усі ці фактори визначають структуру і властивості плівкового каркаса піни. Від стійкості піни залежать процеси гасіння пожеж пінами, якість і терміни проведення ремонтних робіт у свердловині (із застосуванням пін), результати процесів пінної флотації та пінної сепарації тощо.